# Benoît Villeneuve
Benoît Villeneuve est un physicien québécois. Il a obtenu son doctorat en astrophysique à l'Université de Montréal.
Auteur de plusieurs ouvrages en astronomie et en physique, il a également été vulgarisateur pour Québec Science. Villeneuve enseigne les sciences au Collège Édouard-Montpetit.

## Ouvrages publiés
- Traverser l’océan à la voile, livre numérique disponible pour ipad ou version papier, Les Services Maritimes Latitude, 2014[Références 1]
- Physique, ERPI, 2005.
- Astronomie et astrophysique / Cinq grandes idées pour explorer et comprendre l'Univers, 2002
- Dialogues dans l'espace-temps, 2002.
- Le complément physique animée, 2001.

## Honneurs
- Prix du MEQ